# Amt Frauenbreitungen
Das Amt Frauenbreitungen, vor 1525 als Amt Frankenberg bezeichnet, war eine territoriale Verwaltungseinheit der Grafschaft Henneberg. Nach dem Aussterben der Grafen von Henneberg im Jahre 1583 kam das Amt unter gemeinsame Verwaltung der albertinischen und ernestinischen Wettiner. Durch Aufteilung der Grafschaft Henneberg im Jahr 1660 wurde das Amt dem Herzogtum Sachsen-Gotha zugeteilt. Danach gehörte es ab 1672 zum Herzogtum Sachsen-Gotha-Altenburg und nach einer Erbteilung ab 1680 zum Herzogtum Sachsen-Meiningen.
Bis zur Verwaltungs- und Gebietsreform des Herzogtums Sachsen-Meiningen im Jahr 1827 und der damit verbundenen Auflösung bildete es als Amt den räumlichen Bezugspunkt für die Einforderung landesherrlicher Abgaben und Frondienste, für Polizei, Rechtsprechung und Heeresfolge.

## Geographische Lage
Das Gebiet des Amts Frauenbreitungen lag beiderseits der mittleren Werra zwischen Thüringer Wald im Osten und Rhön im Westen. Westlich der Werra gehörte Frauenbreitungen, die Burg Frankenberg, das Tal des mittleren und unteren Rosabachs und der Berg Pleß (645,4 m ü. NHN) zum Amtsgebiet. Östlich der Werra lagen Altenbreitungen und die Unterläufe des Farnbachs und des Grumbachs.
Während seiner Zugehörigkeit zum Herzogtum Sachsen-Meiningen lag das Amt im Meininger Unterland. Das Amtsgebiet liegt heute im Südwesten des Freistaats Thüringen und gehört zu den Landkreisen Schmalkalden-Meiningen und Wartburgkreis.
Angrenzende Verwaltungseinheiten waren:
- im Nordwesten das Amt Salzungen (teilweise zur Grafschaft Henneberg, nach 1680 zu Sachsen-Meiningen)
- im Norden die Exklave Barchfeld der Herrschaft Schmalkalden
- im Nordosten das Amt Altenstein und das Gericht Liebenstein (beide ab 1680 zu Sachsen-Meiningen)
- im Westen das Amt Sand (Grafschaft Henneberg, ab 1680 zu Sachsen-Meiningen)
- im Osten das Amt Herrenbreitungen (hennebergisch-hessisches Kondominium, ab 1583 Teil der hessischen Herrschaft Schmalkalden)
- im Südwesten die Exklave Zillbach des Amts Lichtenberg (ab 1555 zeitweise zu Sachsen-Eisenach gehörend)
- im Süden das Amt Wasungen (Grafschaft Henneberg, ab 1680 zu Sachsen-Meiningen)

## Geschichte

### Herrschaft der Herren von Frankenstein und von Frankenberg
Königsbreitungen wurde durch Verleihung des Marktrechts im Jahr 1114 zu einer Zoll- und Münzstätte der Abtei Hersfeld. Das 1137 gegründete Armenhospital im Ort wurde 1150 zu einem Prämonstratenserkloster. Als später auch Nonnen in das Doppelkloster der Prämonstratenser und Augustiner einzogen, wurde der Ort Königsbreitungen in „Frauenbreitungen“ umbenannt.
Das Schutzamt der hersfeldischen Mark Breitungen mit den Klöstern Frauenbreitungen und Herrenbreitungen wurde im 12. Jahrhundert von den 1137 erstmals erwähnten Herren von Frankenstein, einer Seitenlinie der Grafen von Henneberg, wahrgenommen. Die ebenfalls 1137 erstmals erwähnte Burg Frankenberg bei Helmers im Rosatal war zu dieser Zeit im Besitz der Frankensteiner. Ob sie von den Frankensteinern erbaut wurde bzw. wie sie in deren Besitz gelangte, ist nicht bekannt. Sie diente zum Schutz der durch das Rosatal verlaufenden Handelsstraße von Frankfurt am Main über Dermbach und Schmalkalden nach Erfurt.
Die Herren von Frankenstein teilten sich unter Ludwig I. von Frankensteins († nach 1164) Söhnen in drei Linien, von denen sich die Linie Gotebolds V. von Frankenstein († nach 1197) nach der Burg Frankenberg als Herren von Frankenberg bezeichnete. Der Frankenberger Herrschaftsbereich war von geringer Größe und umfasste neben der Burg Frankenberg Besitzungen in Fischbach, Altenbreitungen, Breitenbach, Hochheim, Mittelschmalkalden und im unteren Grumbach sowie den Fronhof in Helmers mit Besitzungen in Eckardts und Roßdorf. Die Bedeutung dieser kleinen Herrschaft wuchs mit der Übertragung der Schutzvogtei über das Prämonstratenserkloster in Frauenbreitungen im Jahr 1183.
Gotebold (Gottwald) von Frankenberg hatte drei Söhne: Heinrich, Otto und Poppo, von denen die beiden letzteren den Namen „von Stein“ (de lapide) annahmen.  Während Otto den Altenstein bewohnte, nahm Poppo seinen Sitz auf Burg Frankenberg. Später kam auch die Burg Frankenberg in Ottos Besitz. In einer päpstlichen Bulle wurde Otto von Stein als erster Vogt des Klosters Frauenbreitungen, mit der Burg Frankenberg als Sitz, erwähnt. Später war auch Ottos Bruder Heinrich von Frankenberg Schirmvogt des Klosters Frauenbreitungen. Er erhielt 1248 das Vogteirecht über ein Gut in Altenbreitungen.
Als sich nach dem Thüringisch-hessischen Erbfolgekrieg die Machtverhältnisse in der Region deutlich verschoben hatten, baten die Erben Heinrichs und Ottos von Frankenberg 1278 um die Lehensübernahme durch das Kloster Hersfeld. Diese verlieh es dem Grafen Berthold V. von Henneberg-Schleusingen. 1285 vermachte Heinrich von Frankenberg dem Kloster Frauenbreitungen testamentarisch einen Hof im Kloster und alle seine Güter zu Breitenbach, Grumbach und Hochheim. Mit dem Tod Heinrichs von Frankenberg starb 1293 seine Linie im Mannesstamm aus. Seine Vettern, die Dynasten von Frankenstein, traten die Erbschaft an. Durch kriegerische Erbauseinandersetzungen mit den angrenzenden Herrschern wurde ihre Herrschaft aber im Jahr 1295 durch einen Kriegszug des Königs Adolf erschüttert und geriet in tiefe Verschuldung.

### Herrschaft der Grafen von Henneberg
Angesichts dieses Machtverlusts der Frankensteiner übergab der wettinische Thüringer Landgraf Albrecht II. mit dem Einverständnis der Hersfelder Äbte den Grafen von Henneberg-Schleusingen im Jahr 1295 die Burg Frankenberg mit dem dazugehörigen Bezirk und im Jahr 1301 auch die Vogtei Altenbreitungen. Ebenfalls 1301 erfolgte die Belehnung der Henneberger mit den Hersfelder Besitzungen um Frauenbreitungen samt den Vogteirechten über das Kloster. Graf Berthold VII, von Henneberg-Schleusingen schuf daraufhin das Amt Frankenberg durch Verschmelzung der Vogtei Frauenbreitungen mit der Vogtei Frankenberg, zu der auch Helmers und Teile von Rosa und Roßdorf gehörten. Die vom Grafen von Henneberg ernannten Frankenberger Burgmänner waren zugleich Amtsmänner.
Nach 1317 kam das Gericht der „Mark Roßdorf“ im oberen Rosatal mit Roßdorf, Rosa, Eckardts, Witzigendorf mit dem Kloster Georgenzell zu dem von den Hennebergern 1297 erworbenen Gericht Friedelshausen (ab 1350 auch „Amt Sand“ genannt). 1330 mussten die im Niedergang begriffenen Frankensteiner den Großteil ihres verbliebenen Grundbesitzes veräußern (Frankensteiner Verkaufsbrief). Aus diesem Erbe kamen die orografisch rechts der Werra gelegenen Dörfer und Höfe Meimers, Frauenhof, Oberbreitenbach und Niedergrumbach, sowie die Forste zwischen Schönsee, Werra und Rosa zum Amt Frankenberg.
Nach dem Tod des Grafen Heinrich VIII., dem Sohn Bertholds VII., kam es 1347 zu einer Erbteilung zwischen der Witwe und dem Bruder Heinrichs. Während der neue Regent Johann I. († 1359) u. a. das Amt Frankenberg mit Frauenbreitungen sowie den Ort Wernshausen aus der Vogtei Herrenbreitungen erhielt, bekam die Witwe Jutta von Brandenburg u. a. den Rest der Vogtei Herrenbreitungen zugesprochen, die dann 1360 mit der gesamten Herrschaft Schmalkalden unter hennebergisch-hessische Doppelherrschaft kam.
Um 1360 wurde das Amt Frankenberg als Pfandbesitz ausgewiesen. Die Lehnshoheit über die Burg Frankenberg behielten jedoch die Henneberger Grafen. Pfandinhaber waren ab 1360 die Brüder Berthold und Johann Schenk, 1377 das Hochstift Würzburg und 1378 Wenzel von Stein-Liebenstein zu Barchfeld. 1379 räumte der Würzburger Bischof die Burg, und Wenzel von Stein-Liebenstein überschrieb sie an Lutz und Fritz von Wangenheim und versetzte ihnen das Stift und das Schloss von neuem. Erst 1408 gelang dem Grafen Wilhelm II. von Henneberg-Schleusingen der Rückkauf der Burg Frankenberg.
Der letzte adelige Bewohner von Burg Frankenberg war der Burgmann Heinz von der Tann († 1521). Zu dieser Zeit war die Burg bereits im Verfall begriffen. Die unbewohnte Burg wurde während des Bauernkriegs 1525 zerstört.
Im Zuge der Einführung der Reformation in der Grafschaft Henneberg-Schleusingen wurde 1554 das Kloster Frauenbreitungen säkularisiert und dem Burggut zugeschlagen. Das Burgamt Frankenberg, welches mit der Zent Frauenbreitungen identisch war, wurde in das Vogteiamt Frauenbreitungen umgewandelt und der Amtssitz wurde nach Frauenbreitungen verlegt. Vogtei und Kloster aber wurden noch in den Amtsrechnungen des späten 16. Jahrhunderts unterschieden.

### Das Amt unter gemeinsamer Verwaltung der Wettiner
Nach dem Aussterben der Grafen von Henneberg im Jahr 1583 kam das Amt Frauenbreitungen gemäß dem Kahlaer Vertrag von 1554 unter gemeinschaftliche Verwaltung der ernestinischen und albertinischen Wettiner. Gemäß dem Salzunger Vertrag von 1583 kam die benachbarte hessisch-hennebergische Vogtei Herrenbreitungen mit der Herrschaft Schmalkalden komplett zur Landgrafschaft Hessen, mit Ausnahme des Bußhofs, welcher dem Amt Frauenbreitungen angegliedert wurde.
Das Amt Frauenbreitungen umfasste seit dem 16. Jahrhundert die Dörfer Frauen- und Altenbreitungen, Wernshausen und Helmers sowie die Höfe Knollbach, Craimar, Neuhof, Hauenhof, Neuroda, Grumbach, Farnbach, Forsthof, Meimers, Bairoda und den Bußhof. 1606 entstand am Standort des Klosters Frauenbreitungen ein neues Amtshaus. Zwischen 1644 und 1650 stand das Amt unter dem Wasunger Amtsverwalter.

### Das Amt als Teil des Herzogtums Sachsen-Meiningen
Bei der Realteilung der Grafschaft Henneberg im Jahr 1660 kam das Amt Frauenbreitungen zunächst unter gemeinsame Verwaltung der Herzogtümer Sachsen-Weimar und Sachsen-Gotha. Bereits 1661 teilten die beiden Herzogtümer diesen Besitz, und das Amt Frauenbreitungen kam dabei zu Sachsen-Gotha, das ab 1672 Sachsen-Gotha-Altenburg genannt wurde. Als dieses 1680 geteilt wurde, kam das Amt an das Herzogtum Sachsen-Meiningen. Von 1672 bis 1685 wurde das Amt nochmals von dem Wasunger Amtmann verwaltet, dann erhielt es seinen eigenen Amtmann. Das Amt wurde 1812 mit dem Amt Altenstein unter dessen Amtmann vereint. Nach dessen Tod im Jahr 1821 blieb die Verbindung der beiden Ämter unter dem Meininger Amtssekretär bestehen, der aber 1825 seine Tätigkeit auf Frauenbreitungen beschränkte und dem Amt bis 1827 vorstand.
Im Rahmen der Neuorganisation des Meininger Unterlandes wurde das Amt Frauenbreitungen im Jahr 1827 aufgelöst. Die administrativen Funktionen wurden dem Kreisamt Frauenbreitungen unterstellt, welches nun für die ehemaligen Ämter Frauenbreitungen, Salzungen, Altenstein mit Liebenstein, Wasungen und Sand verantwortlich war. Die Rechtsprechung übernahm das neuerrichtete Justizamt Glücksbrunn. Bereits 1829 wurde das Kreisamt Frauenbreitungen wieder aufgelöst und in die beiden Verwaltungsämter Wasungen und Salzungen geteilt, wobei die Ämter Salzungen, Altenstein mit Liebenstein und Frauenbreitungen zu letzterem zusammengefasst wurden. Die Rechtsprechung wurde dem Kreisgericht Meiningen unterstellt.
Bei einer strukturellen Neuordnung des Herzogtums Sachsen-Meiningen im Jahr 1868 wurde das Verwaltungsamt Salzungen aufgelöst und mit anderen Verwaltungsämtern des Meininger Unterlands dem neu gegründeten Landkreis Meiningen angegliedert.

## Zugehörige Orte
Dörfer
- Frauenbreitungen (als „Königsbreitungen“ gegründet – Breidinge quod dicitur regis)
- Altenbreitungen
- Helmers
- Meimers (früher auch Meimbrechts genannt)
- Wernshausen

Burgen und Klöster
- Kloster Frauenbreitungen
- Burg Frankenberg

Höfe und Einzelgüter
| - Bairoda (sächs. Anteil, auch Beierode, „Großendorf“) - Bußhof - Craimar - Farnbach - Frauenhof | - Forsthof - Grumbach („die untere Grumbach“) - Hauenhof - Knollbach - Neuhof | - Neuroda - Raboldsgrube - Sorga |

Wüstungen
| - Atzendorf (bei Barchfeld) - Einbrechts (Oprechtes) - Fischbach (bei Helmers) - Forsthof - Frankenroda | - Hewendorf (oder Hunindorf) - Oberbreitenbach - Scherstruth (Scherfstrote; bei Barchfeld) - Stahlhausen - Sternbach (Sterebach) | - Windischen Rose |

## Amtleute und weitere Verwalter
Oberamtleute
- Johann Ludwig von Miltitz (1692; 1707–1720)

Amtleute
- Blaufuß (Amt- und Burgmann nach 1347)
- Heinz von der Tann (Burgmann bis 1521)
- Peter Thomas Schröter (1685–1711)
- Georg Peter Schröter (1711–1737)
- Peter Christoph Avemann (1737–1759)
- Jakob Philipp Elias Avemann (1759–1779)
- Georg Ernst Christoph Avemann (1779–1805)
- Johann Christian Molter (1797–1804)
- Johann Wilhelm Schneider (1805–1806)
- Karl Heinrich Holdefreund (1806–1812)
- Johann Gustav Tellgmann (1812–1821), Amtmann in Altenstein
- Johann Karl Friedrich Schenk (1822–1827)

Amtskommissare
- Georg Ernst Christoph Avemann (1776–1779)

Amtsverweser
- Johann Christian Molter (1792–1797)

Amtssekretäre
- Johann Wilhelm Schneider (1804–1805)

Amtsaktuare
- Friedrich Christian Elias Ortmann (1812–1827)

Amtsschreiber
- Peter Walther (??–1685)
- Johann Michael Sachs (1702–1721)
- Johann Wilhelm Schneider (1804–1805)